# Dasyhelea luteiventris
Dasyhelea luteiventris är en tvåvingeart som beskrevs av Maurice Emile Marie Goetghebuer 1934. Dasyhelea luteiventris ingår i släktet Dasyhelea och familjen svidknott. Inga underarter finns listade i Catalogue of Life.